# Humber Snipe
Der Humber Snipe ist eine viertürige luxuriöse Limousine der oberen Mittelklasse, die Humber im Jahr 1930 herausbrachte. Der Name „Snipe“ bedeutet im Deutschen „Schnepfe“.

## Snipe 80 (1930–1935)
Der Snipe 80 hat einen Sechszylinder-Reihenmotor mit 3498 cm³ Hubraum (Bohrung × Hub = 80 mm × 116 mm), der 80 bhp (60 kW) leistet. Seine Ventile sind, wie seit Mitte der 1920er Jahre bei Humber üblich, gegengesteuert (IOE): Die Auslassventile sind seitlich neben den Zylindern stehend, die Einlassventile hängend angebracht. Das Luft-Benzin-Gemisch liefert ein einzelner Strombergvergaser. Das Vierganggetriebe hatte (bei rechtsgelenkten Exemplaren) einen rechts angebrachten Schalthebel. 1931 verlegte man diesen Schalthebel in die Wagenmitte, was den Bau linksgelenkter Ausführungen erleichterte. Die Jalousie im Kühlergrill ist thermostatisch gesteuert und regelt so den Kühlluftstrom.
Im Jahre 1933 wurde der Motor überarbeitet und erhielt durchgehend hängende Ventile (ohv). Seine Leistung stieg auf 85 bhp (66 kW). Der Wagen wurde mit mechanischen Bremsen von Bendix ausgestattet.
Die Limousine mit vier hinten angeschlagenen Türen (siehe Bild) und vier oder sechs Seitenfenstern erreichte eine Höchstgeschwindigkeit von 120 km/h. Außerdem wurden noch eine Limousine mit Weymann-Karosserie (bis 1930), eine Sportlimousine, ein Tourenwagen und ein Cabriolet angeboten.
Der Wagen mit 3048 mm Radstand und einer Länge von bis zu 4394 mm galt auf dem britischen Markt als obere Mittelklasse, größer als ein durchschnittlicher Familienwagen. Humber schaffte es mit dem Snipe, anders als andere britische Hersteller, einen großen Wagen zu einem auskömmlichen Preis anzubieten.
1933 gab es etliche kleinere Änderungen an den Aufbauten. Die Scheibenwischer wurden nicht mehr oben an der Windschutzscheibe angebracht, sondern unten. An der Sportlimousine wurden die Winker in die Karosserie integriert und es gab Zweifarbenlackierung. Von diesen 1933er Modellen entstanden 1205 Exemplare.

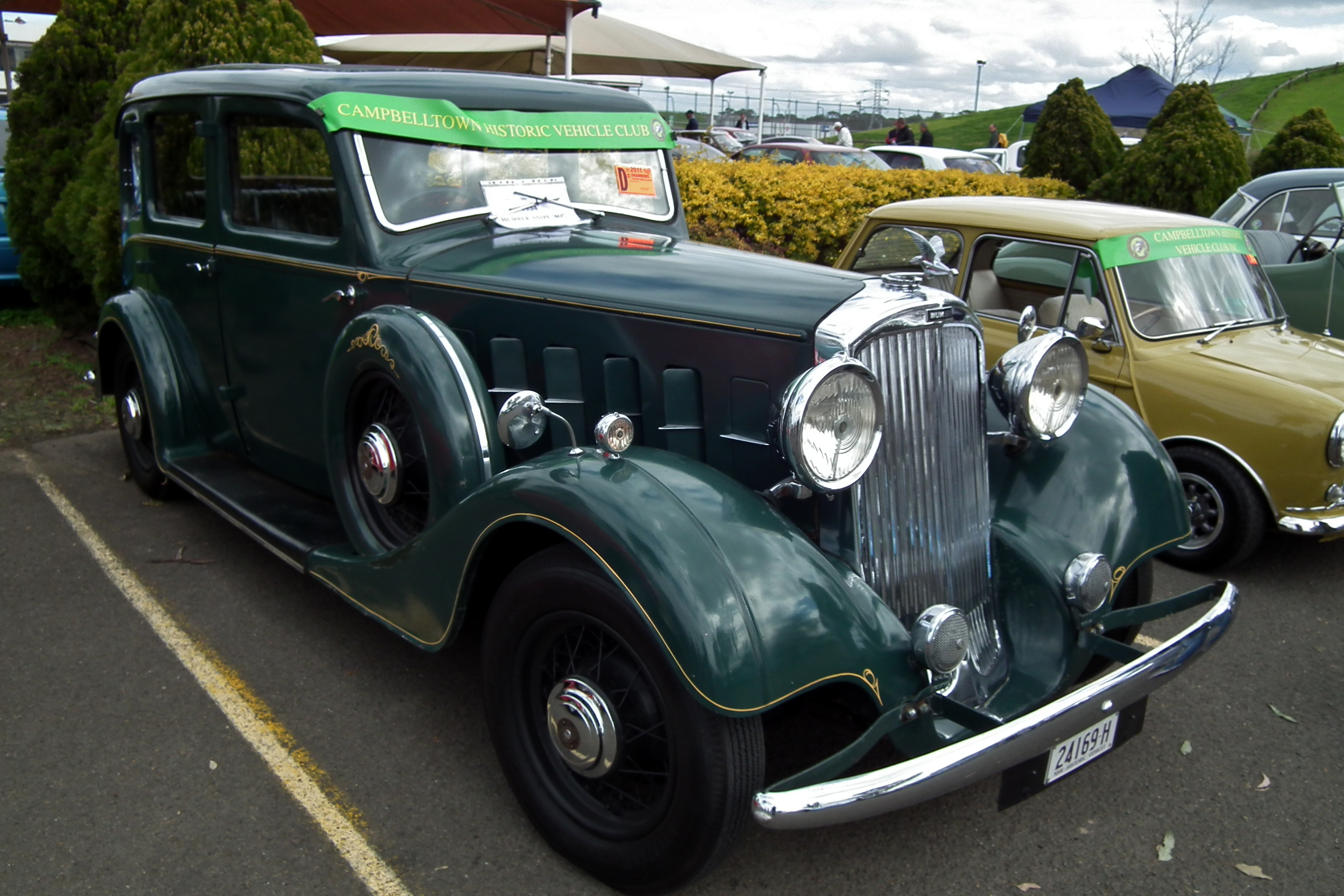
Humber Snipe 80 Limousine 6 Fenster (1935)

## Snipe 80 (1936–1937)
1936 wurde der Radstand des Snipe 80 auf 3150 mm verlängert und die Außenlänge des Wagens stieg auf 4445 mm. Das neue Fahrwerk erhielt Einzelradaufhängung vorne mit einer Querblattfeder. Ein vakuumunterstützter Bremskraftverstärker wurde eingebaut. Der Tourenwagen entfiel aus dem Programm.
Der neue seitengesteuerte Sechszylindermotor hatte 4086 cm³ Hubraum und leistete 100 bhp (74 kW). Der gleiche Motor wurde später beim Nachkriegsmodell des Super Snipe eingesetzt. Die Höchstgeschwindigkeit des Wagens wurde mit 135 km/h angegeben. 2652 Exemplare dieses Snipe 80 wurden in zwei Jahren gebaut.
Das Chassis des Snipe sollte in verlängerter Form auch bei der Repräsentationslimousine Sunbeam Thirty zum Einsatz kommen, die der Rootes-Konzern im Oktober 1936 als Prototyp vorstellte. Der Thirty ging nicht in die Serienfertigung.

## Snipe 75 (1938–1940)
1938 erhielt das Fahrzeug einen deutlich kleineren Motor mit 3180 cm³ Hubraum, dessen Ventile ebenfalls seitlich standen. Die Leistung des Snipe 75 lag bei 75 bhp (55 kW). Nichtsdestoweniger erreichte das etwas kleinere Fahrzeug nun 127 km/h. Der Radstand des Wagens sank auf 2896 mm, die Länge der stromlinienförmigen Karosserie blieb bei 4445 mm.
Die 1939er Modelle erhielten einen Rahmen mit Querträgern und hydraulisch betätigte Bremsen. Vom Snipe 75 entstanden bis zur Einstellung der zivilen Produktion 2706 Exemplare.
Das gleiche Chassis verwendete Rootes auch für den zeitgenössischen Hillman 14 hp; dort war es mit einem 2,0 Liter großen Reihenvierzylinder gekoppelt. Eine um 10 cm verlängerte Version des Chassis erschien 1937 schließlich im Sunbeam-Talbot 3-Litre, der mit dem 3,2 Liter großen Motor des Humber ausgestattet war.

## Snipe 65 (1945–1948)
Nach dem Zweiten Weltkrieg erschien parallel zum Nachfolgemodell Super Snipe nochmals ein Snipe 65. Beide Modelle hatten, ebenso wie der 4-zylindrige Hawk, die gleiche Karosserie, die gegenüber der Vorkriegsversion etwas runder und windschnittiger geworden war. Die vier Türen waren nun vorne angeschlagen. Der Motor ist ein extrem langhubiger 6-Zylinder-Reihenmotor mit 2731 cm³ Hubraum, der aus der 4,0-Liter-Maschine des Super Snipe durch Reduzierung der Bohrung entstanden war. Der Motor brachte es nur noch auf 65 bhp (48 kW) und beschleunigte das Fahrzeug auf bis zu 116 km/h. 1948 wurde die Produktion des Snipe nach 1240 Exemplaren des Snipe 65 endgültig eingestellt.